# Деглазування

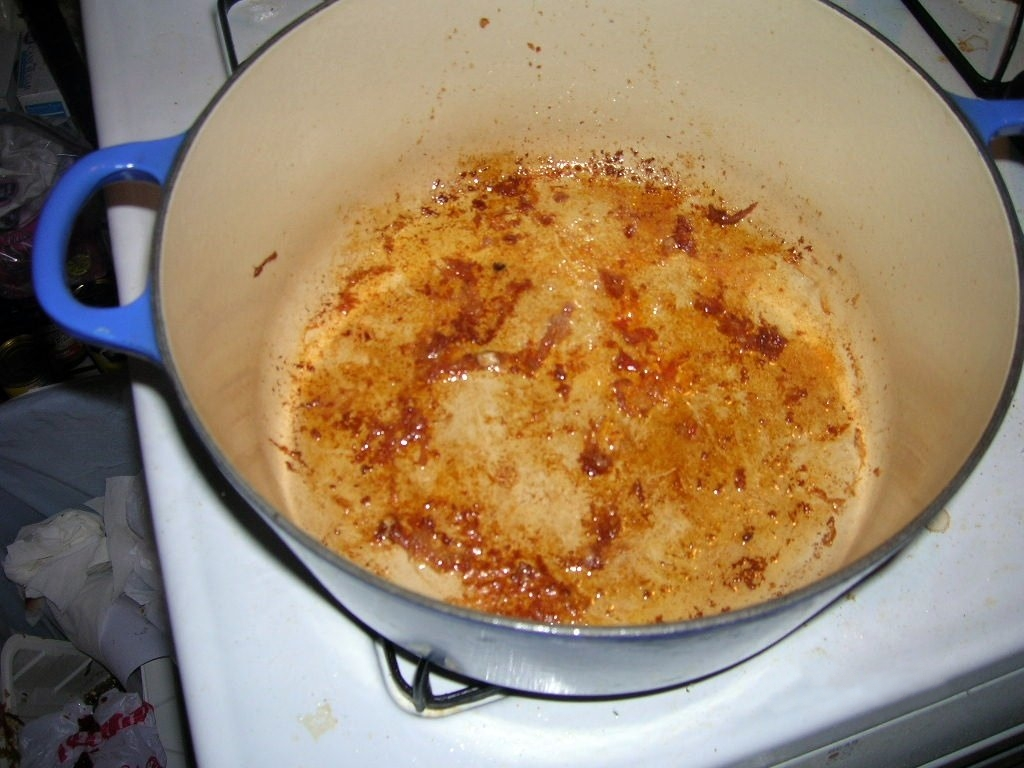
Залишки на дні білої емальованої каструлі після браунингу свинини

Деглазува́ння — усунення та розчинення потемнілих залишків їжі зі сковороди для поліпшення смаку соусів, супів та підлив.
Коли шматок м'яса печуть, смажать або готують на сковороді чи каструлі іншим видом жару, на дні утворюється залишок з карамелізованого цукру, вуглеводів та/або білків разом з будь-яким переробленим жиром. Французьким кулінарним терміном для цього залишку є sucs (вимовляється як «сик» або «сук»), що походить з латинського слова succus (сік).
М'ясо усувають, зливають майже увесь жир, залишаючи невелику кількість останнього разом із залишками м'ясного соку. Сковороду повертають знову до джерела жару, і в ролі розчинника вливають туди рідину на кшталт овочевого чи м'ясного бульйону, спиртного напою, вина чи вержусу. Однак не рекомендовано використовувати для цього молочні вироби, оскільки вони можуть зсідатися при контакті з високим жаром. Розчинник дозволяє кухарю зішкребти темні плями із дна сковороди та розчинити їх, змішуючи таким чином їх із рештою потемнілої речовини у базовий соус. Цей соус називають терміном фонд (з французької, fond — «база», «фундація»), хоча, наприклад, у США, цей термін використовують для позначення шматків потемнілої їжі. Пригорілі шматки не варто плутати з фондом, який є темнокоричневим.
Вихідний смак залежить здебільшого від м'яса, рідини, використаної для деглазування, та будь-яких інших смакових додатків (ароматизаторів, трав чи олій), вжитих у процесі.
Цей метод є наріжним каменем у багатьох добре відомих соусах та підливах. Вихідну рідину можуть приправляти та подавати як самостійну одиницю (її деколи називають жю(с) (фр. jus)), або з додаванням пахучих овочів на кшталт моркви, селери, цибулі звичайної чи шалоту, або використовувати як базу для супу. Соус також можна загустити, додаючи вершкове масло, картопляний чи кукурудзяний крохмаль, борошно, арроурут, або просто через википання з нього води на стабільному вогні.
Деглазування ще можна використовувати під час готування овочів, особливо таких, які залишають цукор на дні сковороди чи каструлі. Метод часто використовують при карамелізації цибулі. Оскільки овочі не виробляють великої кількості жиру, їх не потрібно виймати з посудини, аби його злити. Натомість рідину можна додати безпосередньо до посудини та перемішати, дозволяючи фонду змішатися з овочами.